# Tom Brown
Thomas Pollock "Tom" Brown, född 26 september 1922 i San Francisco i Kalifornien, död 27 oktober 2011 i Castro Valley i Kalifornien, var en amerikansk högerhänt tennisspelare. 

## Tenniskarriären
Tom Brown var en av de främsta amerikanska amatörspelarna i tennis på 1940-talet efter andra världskriget. Brown rankades som bäst 1946 som nummer 4 i USA. Han kom dock under karriären att stå i skuggan av landsmannen Jack Kramer, som vid två tillfällen besegrade honom i Grand Slam-finaler och dessutom var den dominerande spelaren när de två spelade dubbel tillsammans. 
Brown nådde 1946 semifinalen i Wimbledonmästerskapen, som då spelades första gången efter krigsuppehållet. I den matchen besegrades Brown av slutsegraren Yvon Petra från Frankrike. Petra sade efteråt att matchen mot Tom Brown var hans tuffaste under hela turneringen. Brown ledde med 2-0 i set, innan Petra vände matchen och slutligen vann med 8-6 i det femte setet. Brown lyckades däremot vinna både dubbeltiteln (med Jack Kramer) och mixed dubbeltiteln (med Louise Brough) i samma turnering. 
I september 1946 nådde Brown finalen i Amerikanska mästerskapen, där han besegrades av Jack Kramer över tre set. På vägen till final hade Brown besegrat föregående årets mästare Frank Parker och också toppspelaren Gardnar Mulloy. År 1947 nådde Brown singelfinalen i Wimbledon, där han åter mötte Kramer, som återigen vann i tre set. Sin sista Grand Slam-titel vann Brown i mixed dubbel 1948 i Amerikanska mästerskapen tillsammans med Louise Brough.
Brown var känd som en briljant spelare med kraftfulla grundslag som han slog med stor precision. På grund av sin förmåga att på banan dölja sina känslor, kallades han ofta för "Mr Poker Face" (jämför med storspelaren Helen Wills Moody som kallades "Little Miss Poker Face").

## Grand Slam-finaler, singel (2)

### Finalförluster (2)
| År   | Mästerskap               | Finalmotståndare | Setsiffror    |
| 1946 | Amerikanska mästerskapen | Jack Kramer      | 9-7, 6-3, 6-0 |
| 1947 | Wimbledonmästerskapen    | Jack Kramer      | 6-1, 6-3, 6-2 |

## Grand Slam-titlar (dubbel och mixed dubbel)
- Wimbledonmästerskapen
  - Dubbel - 1946 (med Jack Kramer)
  - Mixed dubbel - 1946 (med Louise Brough)
- Amerikanska mästerskapen
  - Mixed dubbel - 1948 (med Louise Brough)